# William Barcley (teólogo)
William Barclay (5 de dezembro de 1907, Wick – 24 de janeiro de 1978, Glasgow) foi um escritor, apresentador de rádio e televisão, pastor da Igreja da Escócia e professor de divindade e crítica bíblica na Universidade de Glasgow. Era um universalista, e não acreditava em milagres.
Como professor, ele decidiu dedicar sua vida a "tornar disponível o melhor curso bíblico para o leitor médio". O resultado foi a Daily Study Bible, um conjunto de 17 comentários ao Novo Testamento, publicado pela Saint Andrew Press, a editora da Igreja da Escócia. Apesar do nome da série, os comentários não formavam um programa de estudo regular. Em vez disso, percorriam versículo por versículo da tradução do próprio Barcley do Novo Testamento, listando e examinando cada interpretação possível conhecida a ele e fornecendo toda informação complementar que ele considerou possivelmente relevante, tudo em linguagem acessível. Os comentários foram totalmente atualizados recentemente com a ajuda do filho de Barclay, Ronnie Barclay, e são agora chamados de New Daily Study Bible.
Apesar desse tipo de abordagem não agradar a todos, uniformemente, os 17 volumes foram best-sellers  instantâneos e ainda o são hoje. Uma série complementar que dá um tratamento similar ao Velho Testamento foi endossada mas não escrita por Barclay.
Barclay escreveu muitos outros livros populares, sempre se fiando na erudição acadêmica mas escritos em um estilo acessível. Na sua obra, The Mind of Jesus (1960) ele escreve que sua intenção era "tornar a figura de Jesus mais viva, para que nós possamos conhecê-lo melhor e amá-lo mais".  

## Livros traduzidos
- BARCLAY, William. Palavras Chaves do Novo Testamento. São Paulo, Vida Nova, 1985. reimpressão, 2003.
- BARCLAY, William. As Obras da Carne e o Fruto do Espírito. São Paulo, Vida Nova.